# 下立口駅
下立口駅（おりたてぐちえき）は、富山県黒部市宇奈月町下立にある富山地方鉄道本線の駅である。駅番号はT36。

## 歴史
- 1922年（大正11年）11月5日：黒部鉄道により三日市駅（現在のあいの風とやま鉄道黒部駅） - 下立駅間10.1 kmが 開業。
- 1923年（大正12年）11月21日：下立駅 - 桃原駅（現在の宇奈月温泉駅）間7.1 kmが開業。三日市駅から桃原駅に至る全長17.2 km全線が開通した。
- 1943年（昭和18年）
  - 1月1日：富山県内の全鉄道会社が富山電気鉄道を中心とする富山地方鉄道（地鉄）に統合され、同社の黒部線となる。
  - 11月11日：旧黒部鉄道の路線は600 Vから1500 Vへの昇圧とプラットホーム改修等の工事が完了し、電鉄富山駅からの直通運転が開始された[1]。
- 1968年（昭和43年）5月11日：貨物営業を廃止[2]。
- 1988年（昭和63年）7月6日：待合所を改築[3]。
- 1994年（平成6年）11月28日：ホームをスロープ付に改修[4]。

架線を支える鉄柱は八幡製鐵所製でロールマークがはっきり読み取れる。近代化の遺産を見ることができる大正期の鉄道である。

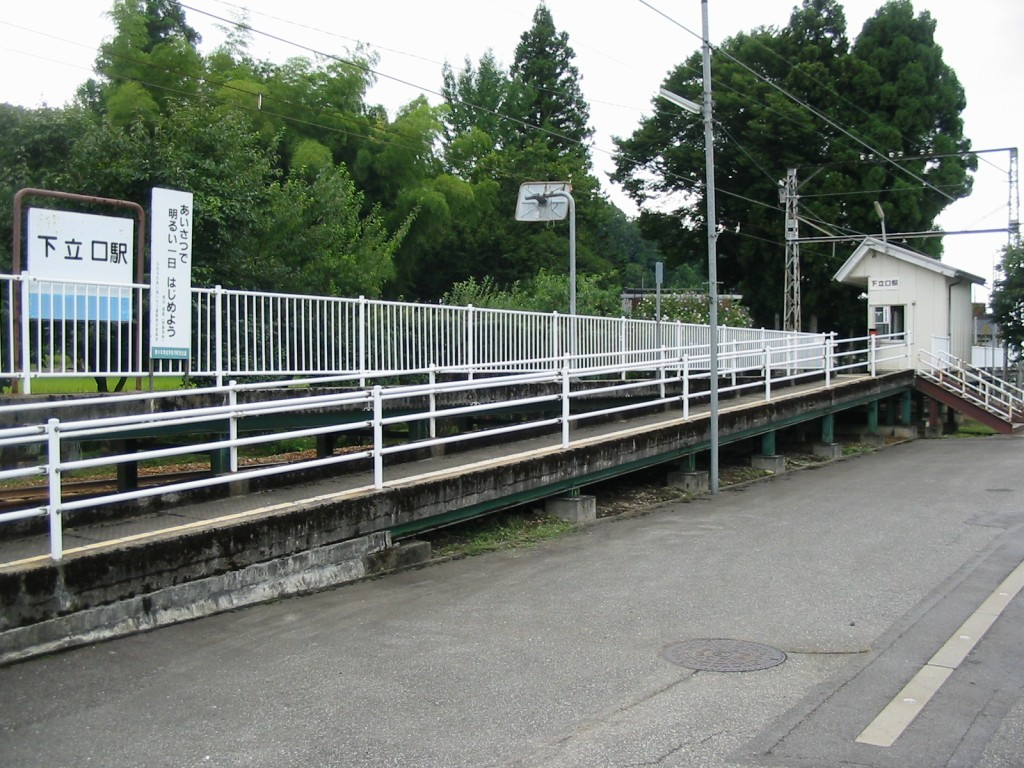
駅入口（2008年8月）
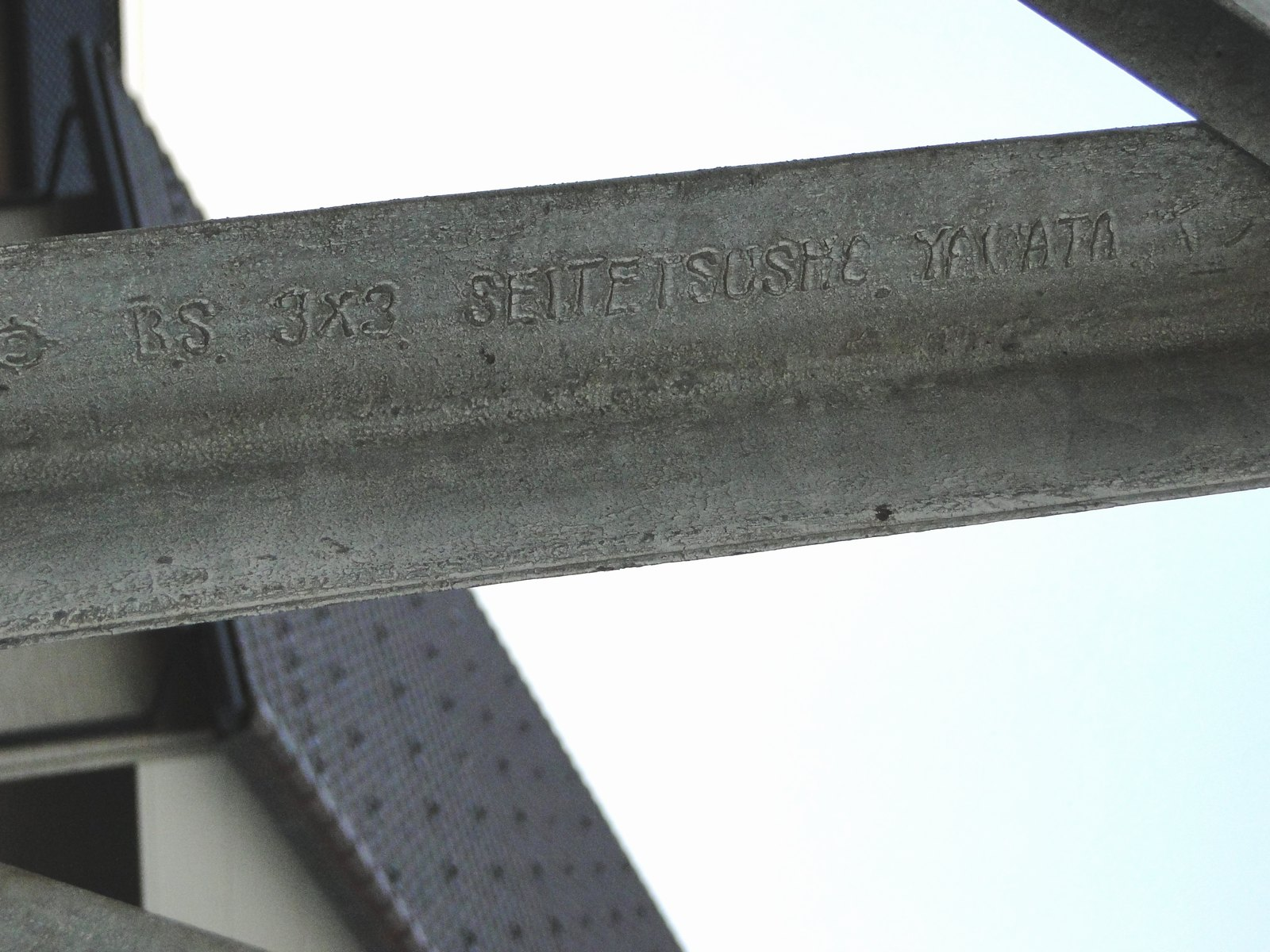
架線を支える鉄柱（2010年11月）

## 駅構造
単式ホーム1面1線を持つ地上駅。無人駅である。かつては列車交換可能駅だった。1994年（平成6年）11月にホームが改修された。

## 利用状況
「統計黒部」によると、2019年度の一日平均乗降人員は45人であった。なお、2003年度以降の乗降人員は以下の通りである。
| 年度   | 一日平均 乗降人員 |
| ------ | ----------------- |
| 2003年 | 60                |
| 2004年 | 60                |
| 2005年 | 60                |
| 2006年 | 60                |
| 2007年 | 58                |
| 2008年 | 56                |
| 2009年 | 52                |
| 2010年 | 52                |
| 2011年 | 49                |
| 2012年 | 49                |
| 2013年 | 56                |
| 2014年 | 48                |
| 2015年 | 52                |
| 2016年 | 49                |
| 2017年 | 49                |
| 2018年 | 51                |
| 2019年 | 45                |
| 2020年 | 40                |
| 2021年 | 29                |
| 2022年 | 43                |

## 駅周辺
- 下立第5区集会所

## 隣の駅
富山地方鉄道
■本線
■アルペン特急・■特急
通過
■急行（上りのみ運転）・■普通
浦山駅 (T35) - 下立口駅 (T36) - 下立駅 (T37)